# بيبادوبي
بياتريس لاوس وتعرف باسم بيبادوبي (بالإنجليزية: Beabadoobee)‏ هي مغنية بريطانية-فلبينية ولدت في 3 يونيو 2000. صدر ألبومها الأول Fake It Flowers في أكتوبر 2020 وحظي بإشادة من النقاد.

## حياتها المبكرة
ولدت في مدينة إيلويلو بالفلبين في 3 يونيو 2000 ثم انتقلت للعيش في لندن مع أهلها في السن الثالثة.

## روابط خارجية
بيبادوبي على موقع IMDb (الإنجليزية)
- بيبادوبي على موقع ميتاكريتيك (الإنجليزية)
- بيبادوبي على موقع روتن توميتوز (الإنجليزية)
- بيبادوبي على موقع ميوزك برينز (الإنجليزية)
- بيبادوبي على موقع رولينغ ستون (الإنجليزية)
- بيبادوبي على موقع أول ميوزيك (الإنجليزية)
- بيبادوبي على موقع ديسكوغز (الإنجليزية)
- بيبادوبي على موقع ديسكوغز (الإنجليزية)
- بيبادوبي على موقع قاعدة بيانات الفيلم (الإنجليزية)